# Литовченко, Владимир Николаевич
Владимир Николаевич Литовченко (3 августа 1949, Пугачёвский район, Саратовская область — 11 декабря 2022, Энгельс, Саратовская область) — советский футболист, вратарь; тренер. Заслуженный работник физической культуры Российской Федерации.

## Биография
В 1966 году окончил школу № 1 Энгельса, в 1972 — энгельсский политехнический институт (инженер-механик химического оборудования). Начинал играть в местных соревнованиях за «Строитель» Энгельс. Всю карьеру в командах мастеров провёл в 1969—1979 годах в саратовском «Соколе», сыграл около 320 матчей.
Своими футбольными учителями считал А. Будычева (Энгельс) и вратаря и тренера «Сокола» А. Поликанова.
«Авианомера» почти не демонстрировал, избрав стиль на спайке простоты и надежности. Предпочитал не отбивать мяч, а ловить. Наибольшую проблему для меня составляли удары из скопления, киксы, мячи на средней высоте. А особо неудобным соперником был «Машук» (Пятигорск), постоянно мне забивавший «мёртвые» голы.
В течение 17 лет тренировал команды Энгельса. 14 лет работал в Управлении по физической культуре и спорту администрации Энгельсского района.
Отличник физической культуры и спорта, заслуженный работник физической культуры России.
Автор шести стихотворных сборников, неоднократный лауреат городских и областных поэтических конкурсов.
Скончался 11 декабря 2022 года.